# Vukićevica
Vukićevica (izvirno srbsko Вукићевица) je naselje v Srbiji, ki upravno spada pod Občino Obrenovac; slednja pa je del Mesta Beograd.

## Demografija
V naselju živi 528 polnoletnih prebivalcev, pri čemer je njihova povprečna starost 40,8 let (40,9 pri moških in 40,6 pri ženskah). Naselje ima 178 gospodinjstev, pri čemer je povprečno število članov na gospodinjstvo 3,79.
To naselje je, glede na rezultate popisa iz leta 2002, večinoma srbsko, a v času zadnjih treh popisov je opazno zmanjšanje števila prebivalcev.
|  |

| Demografija | Demografija     | Demografija     |
| Leto        | Št. prebivalcev | Št. prebivalcev |
| ----------- | --------------- | --------------- |
|             |                 |                 |
|             |                 |                 |
|             |                 |                 |
|             |                 |                 |
| 1948        | 847             |                 |
| 1953        | 884             |                 |
| 1961        | 841             |                 |
| 1971        | 762             |                 |
| 1981        | 753             |                 |
| 1991        | 750             | 730             |
| 2002        | 685             | 675             |
|             |                 |                 |

| Etnična sestava po popisu iz leta 2002 | Etnična sestava po popisu iz leta 2002 | Etnična sestava po popisu iz leta 2002 | Etnična sestava po popisu iz leta 2002 | Etnična sestava po popisu iz leta 2002 |
| -------------------------------------- | -------------------------------------- | -------------------------------------- | -------------------------------------- | -------------------------------------- |
| Srbi                                   | Srbi                                   |                                        | 660                                    | 97,77%                                 |
| Romi                                   | Romi                                   |                                        | 9                                      | 1,33%                                  |
| Bošnjaki                               | Bošnjaki                               |                                        | 2                                      | 0,29%                                  |
| Hrvati                                 | Hrvati                                 |                                        | 1                                      | 0,14%                                  |
| Jugoslovani                            | Jugoslovani                            |                                        | 1                                      | 0,14%                                  |
| Neznano                                | Neznano                                |                                        | 2                                      | 0,29%                                  |